# Darevskia
Darevskia is een geslacht van hagedissen uit de familie echte hagedissen (Lacertidae).

## Uiterlijke kenmerken
De lichaamslengte is ongeveer 55 tot 80 millimeter, de dieren bereiken een totale lengte van ongeveer 20 tot 30 centimeter inclusief de lange staart. De basiskleur is meestal groen tot bruin of grijs. De flanken kunnen felle kleuren hebben zoals rood, roze, oranje, wit of blauw.
De kop is altijd afgeplat en heeft soms een verlengd deel van de snuit. De schubben aan de bovenzijde van het lichaam zijn glad of licht gekield. De buikschubben bestaan voornamelijk uit zes geprononceerde rijen.

## Voortplanting
Een bijzonderheid is dat een relatief groot aantal Darevskia -soorten parthenogeen is; er bestaan geen mannetjes binnen de soort, maar alleen vrouwtjes die zich maagdelijk voortplanten. Ongeveer een derde van het aantal soorten vertoont een dergelijk gedrag. Een aantal van deze parthenogenetische soorten is ontstaan uit kruisingen van andere Darevskia-soorten.

## Verspreiding en habitat
Alle soorten komen voor in Europa rond het Kaukasusgebergte. De hagedissen leven in de landen Armenië, Azerbeidzjan, Bulgarije, Georgië, Griekenland, Iran, Oekraïne, Rusland, Servië, Tsjechië en Turkije.
Veel soorten leven in rotsachtige gebieden zoals bergstreken, kliffen en rotsen, andere soorten komen voor in bossen, graslanden, omgevingen met veel struiken en in kreupelhout.

## Beschermingsstatus
Door de internationale natuurbeschermingsorganisatie IUCN is aan 25 soorten een beschermingsstatus toegewezen. Dertien soorten staan te boek als 'veilig' (Least Concern of LC), een soort als 'onzeker' (Data Deficient of DD) en een soort als 'kwetsbaar' (Vulnerable of VU). Vijf soorten worden beschouwd als 'gevoelig' (Near Threatened of NT) en vijf soorten als 'bedreigd' (Endangered of EN).

## Naam en indeling
De groep werd onder de naam Darevskia beschreven door Oscar J. Arribas in 1999. Er zijn 31 soorten, waarvan er vier pas in 2013 voor het eerst wetenschappelijk zijn beschreven en in veel literatuur nog niet worden vermeld. De verschillende soorten behoorden lange tijd tot het geslacht Lacerta. Hierdoor worden de oude namen in de literatuur nog wel gebruikt.
De geslachtsnaam Darevskia is een eerbetoon aan de Russische herpetoloog Ilya Darevski die ontdekte dat binnen sommige populaties van Darevskia saxicola alleen vrouwtjes voorkwamen.

### Soorten
Het geslacht omvat de volgende soorten, met de auteur en het verspreidingsgebied.
| Naam                               | Auteur                                                                          | Verspreidingsgebied                                                                    |
| ---------------------------------- | ------------------------------------------------------------------------------- | -------------------------------------------------------------------------------------- |
| Darevskia alpina                   | Darevsky, 1967                                                                  | Georgië, Rusland                                                                       |
| Darevskia armeniaca                | Mehelÿ, 1909                                                                    | Armenië, Azerbeidzjan, Georgië, Turkije, geïntroduceerd in Oekraïne                    |
| Darevskia bendimahiensis           | Schmidtler, Eiselt & Darevsky, 1994                                             | Turkije                                                                                |
| Darevskia bithynica                | Mehelÿ, 1909                                                                    | Turkije                                                                                |
| Darevskia brauneri                 | Mehelÿ, 1909                                                                    | Georgië, Rusland                                                                       |
| Darevskia caspica                  | Ahmadzadeh, Flecks, Carretero, Mozaffari, Böhme, Harris, Freitas & Rödder, 2013 | Iran                                                                                   |
| Darevskia caucasica                | Mehelÿ, 1909                                                                    | Azerbeidzjan, Georgië, Rusland, Tsjechië                                               |
| Darevskia chlorogaster             | Boulenger, 1908                                                                 | Azerbeidzjan, Iran                                                                     |
| Darevskia clarkorum                | Darevsky & Vedmederja, 1977                                                     | Georgië, Turkije                                                                       |
| Darevskia daghestanica             | Darevsky, 1967                                                                  | Azerbeidzjan, Georgië, Rusland                                                         |
| Darevskia dahli                    | Darevsky, 1957                                                                  | Armenië, Georgië, Oekraïne                                                             |
| Darevskia defilippii               | Camerano, 1877                                                                  | Iran                                                                                   |
| Darevskia derjugini                | Nikolskij, 1898                                                                 | Azerbeidzjan, Georgië, Rusland, Turkije                                                |
| Darevskia kamii                    | Ahmadzadeh, Flecks, Carretero, Mozaffari, Böhme, Harris, Freitas & Rödder, 2013 | Iran                                                                                   |
| Darevskia kopetdaghica             | Ahmadzadeh, Flecks, Carretero, Mozaffari, Böhme, Harris, Freitas & Rödder, 2013 | Iran                                                                                   |
| Darevskia lindholmi                | Lantz & Cyrén, 1936                                                             | Oekraïne                                                                               |
| Darevskia mixta                    | Mehelÿ, 1909                                                                    | Georgië                                                                                |
| Darevskia parvula                  | Lantz & Cyrén, 1913                                                             | Georgië, Turkije                                                                       |
| Darevskia pontica                  | Lantz & Cyrén, 1918                                                             | Bulgarije, Georgië, Griekenland, Roemenië, Servië, Turkije                             |
| Darevskia portschinskii            | Kessler, 1878                                                                   | Armenië, Azerbeidzjan, Georgië                                                         |
| Weidehagedis (Darevskia praticola) | Eversmann, 1834                                                                 | Armenië, Azerbeidzjan, Georgië, Iran, Rusland, Servië, Bulgarije, Turkije, Griekenland |
| Darevskia raddei                   | Boettger, 1892                                                                  | Armenië, Azerbeidzjan, Georgië, Iran, Turkije                                          |
| Darevskia rostombekowi             | Darevsky, 1957                                                                  | Armenië, Azerbeidzjan                                                                  |
| Darevskia rudis                    | Bedriaga, 1886                                                                  | Azerbeidzjan, Georgië, Rusland, Turkije                                                |
| Darevskia sapphirina               | Schmidtler, Eiselt & Darevsky, 1994                                             | Turkije                                                                                |
| Steenhagedis (Darevskia saxicola)  | Eversmann, 1834                                                                 | Georgië, Rusland, Turkije                                                              |
| Darevskia schaekeli                | Ahmadzadeh, Flecks, Carretero, Mozaffari, Böhme, Harris, Freitas & Rödder, 2013 | Iran                                                                                   |
| Darevskia steineri                 | Eiselt, 1995                                                                    | Iran                                                                                   |
| Darevskia unisexualis              | Darevsky, 1966                                                                  | Armenië, Georgië, Turkije                                                              |
| Darevskia uzzelli                  | Darevsky & Danielyan, 1977                                                      | Turkije                                                                                |
| Darevskia valentini                | Boettger, 1892                                                                  | Armenië, Georgië, Iran, Turkije                                                        |